# 598895 Artjuhs
598895 Artjuhs è un asteroide della fascia principale. Scoperto nel 2009, presenta un'orbita caratterizzata da un semiasse maggiore pari a 2,874198 UA e da un'eccentricità di 0,083442, inclinata di 9,524020° rispetto all'eclittica.